# Chaima Taibi
Chaima Taibi (13 de agosto de 2001) es una deportista marroquí que compite en judo. Ganó dos medallas en el Campeonato Africano de Judo, bronce en 2024 y plata en 2025.

## Palmarés internacional
| Campeonato Africano | Campeonato Africano      | Campeonato Africano | Campeonato Africano |
| Año                 | Lugar                    | Medalla             | Categoría           |
| ------------------- | ------------------------ | ------------------- | ------------------- |
| 2024                | El Cairo (Egipto)        | Medalla de bronce   | –63 kg              |
| 2025                | Abiyán (Costa de Marfil) | Medalla de plata    | –63 kg              |